# Vincenzo Durazzo
Il Serenissimo Vincenzo Durazzo (Genova, 1635 – Genova, 29 febbraio 1724) fu il 140º doge della Repubblica di Genova e re di Corsica.

## Biografia

Stemma nobiliare dei Durazzo

### Primi anni
Figlio di Giovan Matteo Durazzo (governatore di Corsica nel 1654) e di Angela Caterina Pozzo, nacque a Genova intorno al 1635. Esponente nobiliare dei Durazzo, suo nonno Giovanni Battista fu doge della Repubblica di Genova nel biennio 1639-1641.
La giovane carriera di Vincenzo Durazzo fu nel principio impostata alla vita militare e poi successivamente nei settori giuridici ed amministrativi. Fu commissario militare a Savona nel 1664 e in seguito assunse, rispettivamente, il ruolo di capitano a Chiavari, del Bisagno e di San Romolo. Nel 1679 venne estratto tra gli otto procuratori della Repubblica mentre tra il 1680 e il 1700 fu a più riprese tra i membri del magistrato degli Straordinari, dei provvisori dell'Olio, delle Vettovaglie e dei Conservatori del mare. Importante carica fu quella biennale all'Ufficio dei conservatori delle Leggi, organo statale incaricato dell'osservanza e del rispetto delle norme costituzionali per quanto riguardava nomine e cariche, dall'elezione del doge ai vari membri dei Collegi.
L'ultimo incarico pre dogato fu quello, nel corso del 1706, di governatore della fortezza savonese del Priamar.

### Il drogato e gli ultimi anni
Con una larghissima maggioranza delle votazioni (410 su 584) il Gran Consiglio elesse il 14 settembre 1709 Vincenzo Durazzo nuovo doge della Repubblica: il novantacinquesimo in successione biennale e il centoquarantesimo nella storia repubblicana. Il 23 novembre avvenne la solenne incoronazione nella cattedrale di San Lorenzo alla presenza del vescovo di Aleria monsignor Raffaele Raggi che dal 1705 aveva assunto il ruolo dopo il decesso del fratello del doge, monsignor Mario Emmanuele Durazzo. In qualità di doge fu investito anche della correlata carica biennale di re di Corsica.
Il mandato biennale fu contraddistinto da un gelido inverno nel 1710 che gettò al disastro l'economia genovese e ligure legata alla raccolta e produzione ortofrutticola. Quasi alla conclusione della carica del doge Durazzo destò curiosità e stupore (oltreché una diplomatica diffidenza dei vertici genovesi) la visita dell'ambasciatore del Regno del Marocco - l'ebreo Mosè Barzillay - giunto a Genova per trattare con la Repubblica la liberazione di schiavi genovesi. Se già difficile fu l'accoglienza diplomatica di un "rappresentante di un sovrano considerato infedele", non più fortunosa fu la trattazione del riscatto che vide ampie ed estenuanti trattative tra le parti, proseguite pure dal governo del neo doge Francesco Maria Imperiale, e che infine giunsero ad un non accordo per le esorbitanti richieste proposte dall'ambasciatore.
Vincenzo Durazzo, nel frattempo, aveva già concluso il suo dogato il 14 settembre 1711, ma continuò a servire lo stato genovese come preside delle Cose marittime. Eletto tra i procuratori perpetui, morì a Genova il 29 febbraio 1724 dove trovò sepoltura all'interno della chiesa della Consolazione.

## Vita privata
Dal matrimonio con Francesca Morando ebbe un solo figlio - Giovanni Battista (nato nel 1672 e che sposerà Geronima Della Torre) e sei figlie - Maria Lelia, Maria Maddalena, Maria Teresa, Maria Vittoria, Maria Paola e Angela Caterina - tutte monache.